# Теорема Гробмана — Хартмана
В теории динамических систем, теорема Гробмана — Хартмана утверждает, что в окрестности гиперболической неподвижной точки поведение динамической системы с точностью до непрерывной замены координат совпадает с поведением её линеаризации. Названа в честь советского математика Д. М. Гробмана и американского математика Ф. Хартмана, получивших этот результат независимо друг от друга.